# Alex Megane
Alex Megane (ur. 1978) – niemiecki DJ i producent muzyki klubowej. Tworzy muzykę z gatunku Hands up od roku 2004. Pierwszy jego singiel nosi nazwę „So Today” został wydany w 2004 roku przez wytwórnię BE52 Records.

## Dyskografia

### Single[1]
- Alex Megane – So Today (2004)
- Tory Kay vs. Alex Megane – The Rising Sun (2004)
- Alex Megane – Little Lies (2005)
- Alex Megane – I Think Of You (2006)
- Alex Megane – Tonight (Is All We Have) (2007)
- Alex Megane – Hurricane (2008)
- Alex Megane – Something (2008)
- Alex Megane – Star (2009)
- Alex Megane – Gefⁿhle (2011)

#### Remiksy[1]
- Club4mation – Lonely Raver (Alex Megane Remix)
- Spring – Misunderstood (Alex Megane Remix)
- Mysterio – There Is A Star (Alex Megane Meets Sam Pling Remix)
- DJ Dean – Ballanation 2004 (Alex Megane Mix)
- Tooga Feat. Pit Bailay – Behind Blue Eyes (Alex Megane vs. S.A.D. Remix)
- Stacccato – Changes (Alex Megane Remix)
- The Rebels – Jeanny (Alex Megane Remix)
- Bonito & Trooper – Journey Of Life (Alex Megane Remix)
- Belushi – My First Love (Alex Megane Remix)
- Mike Dragon – Orange Song (Alex Megane Remix)
- Luna Park – The Lonely Shepherd (Alex Megane Remix)
- Harry Chester – Trust Your Eyes (Alex Megane Remix)
- Zane + Foster feat. Dany D. – When I'm With You (Alex Megane Remix)
- Accuface – Your Destination (Alex Megane Vocal Club Mix)
- Kate Ryan – Only If I (Alex Megane Remix)
- Barcera – Secret Of Love (Alex Megane Remix)
- Magic D. – Someday (Alex Megane Remix)
- Dyce – Tomorrow Can Wait (Alex Megane Remix)
- DJ Serenity – Estrella (Alex Megane Mix)
- Lazard – I Am Alive (Alex Megane Remix)
- Discotronic – Shooting Star (Alex Megane Remix)
- Megasonic – Emotion 2009 (Alex Megane Remix)
- OverDrive Division – Midsummer Night (Alex Megane Remix)
- Rec. Pro – Sweet Dreams (Alex Megane Remix)
- Triple Bounce – Talk 2 Me (Alex Megane Remix)
- Mad Flush – Would You Let Me Be Myself (Alex Megane Remix)
- Beatbreaker – On The Run (Alex Megane Remix)
- Tube Tonic – Try (Alex Megane Remix)
- Madison – Follow Me (Alex Megane Remix)
- La-Chris Feat. Marlon Bertzbach – Shine On (Alex Megane Remix)

#### Projekty[1]
- Alex M.
- Alex M. vs. Marc van Damme
- Anyma
- Cosmic Culture
- Desperate Deejays
- Hunters Choice
- Mega-Mania
- Phunk Foundation
- Starscape